# 西特拉利奎
西特拉利奎（意为“星裙”）也称西特拉利尼奎（Citlalinicue）、伊拉马特库特利（Ilamatecuhtli），是阿兹特克神话中，与其夫西特拉拉托纳克（Citlalatonac）共同创造银河系及繁星的女神。他们亦创造了死亡与黑暗。这对夫妻或与第一对人类——纳塔与妮娜的概念等同。

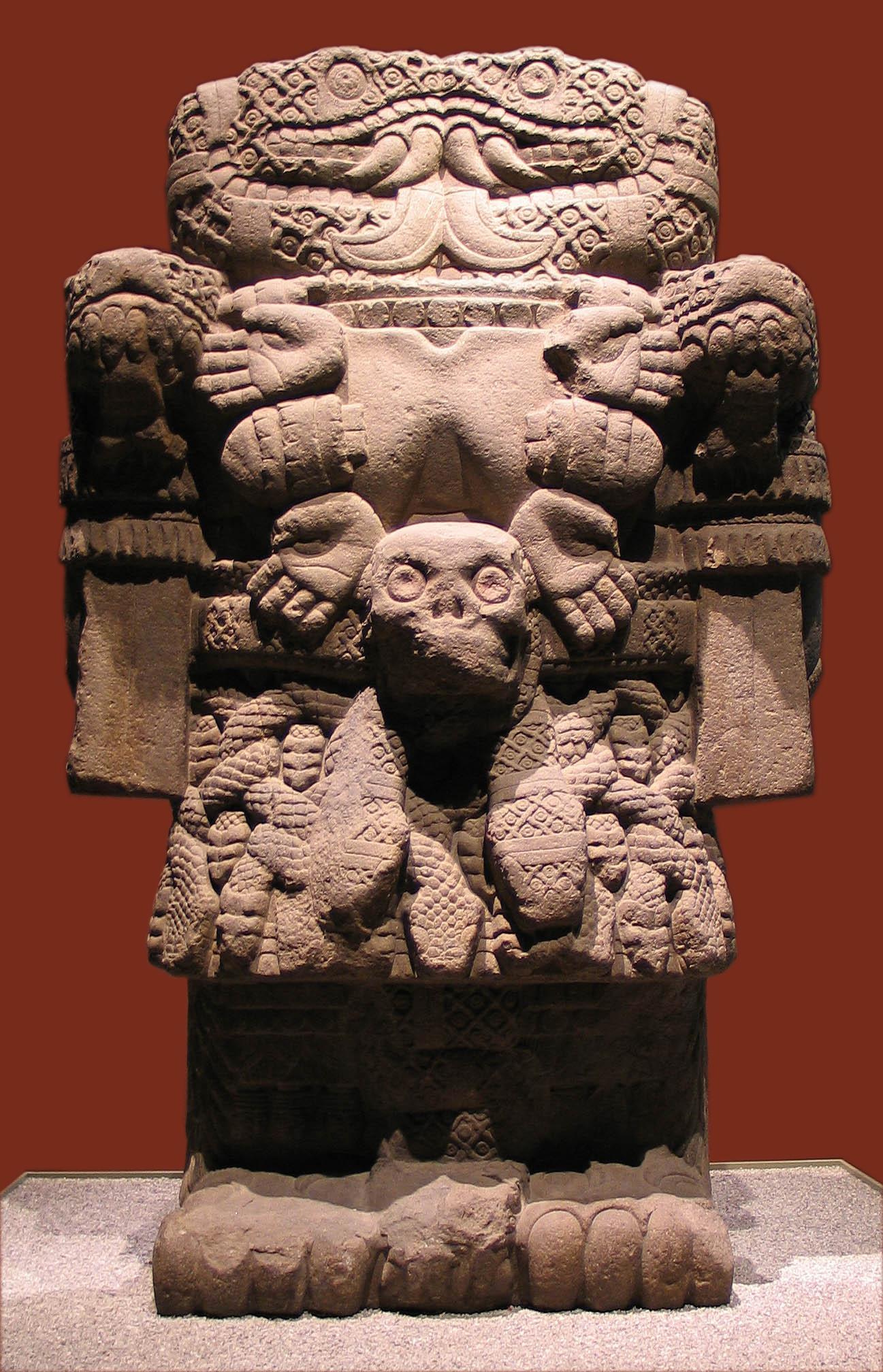
20041229-Coatlicue (Museo Nacional de Antropología) MQ-3

阿兹特克神圣历中，西特拉利奎主宰一个月中第十三天。